# Ozamis
Ozamis (także Ozamiz) – miasto na Filipinach w regionie Mindanao Północne, na wyspie Mindanao. W 2010 roku liczyło 119 571 mieszkańców.